# سرو دل آزوفره
سرو دل آزوفره (به اسپانیایی: Cerro del Azufre) یک کوه در شیلی است که در ال لوآ واقع شده‌است. سرو دل آزوفره ۵٬۸۴۶ متر بالاتر از سطح دریا واقع شده‌است.